# Hwang Jung-eum

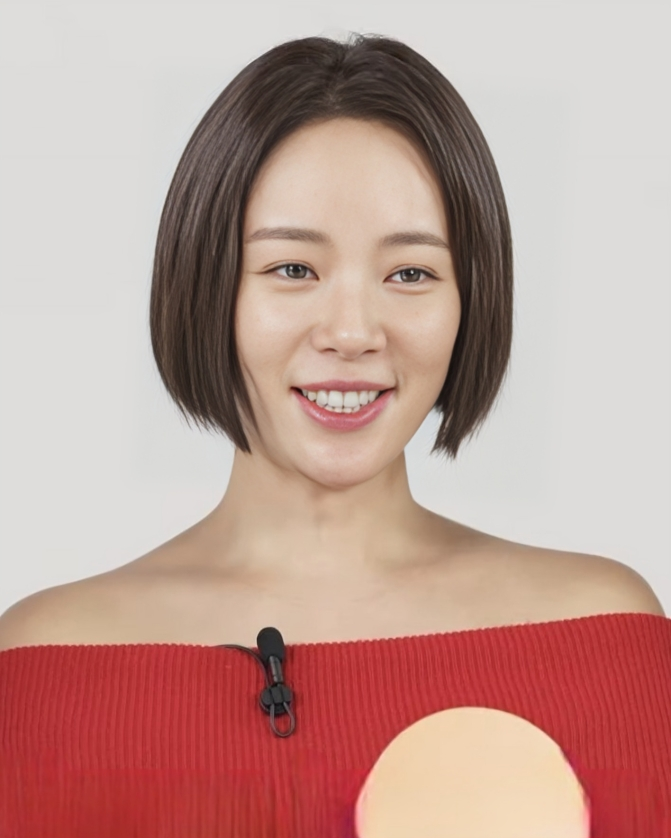
Hwang Jung-Eum nel 2024

Hwang Jung-eum (Seul, 25 dicembre 1984) è un'attrice e cantante sudcoreana.

## Biografia
Nata a Seul il 25 dicembre 1984, debutta nel gruppo musicale k-pop Sugar nel 2001, che poi abbandona nel 2004 per intraprendere una carriera da solista. Il debutto come attrice avviene nel 2005, a cui seguono partecipazioni come protagonista in drama quali Bimil (2013) e Kill Me, Heal Me (2015).